# Bianca Andreescu
Pour les articles homonymes, voir Andreescu.
Bianca Vanessa Andreescu, née le 16 juin 2000 à Mississauga (banlieue de Toronto), est une joueuse de tennis canadienne d’origine roumaine,.
Bianca Andreescu remporte l’édition 2017 de l’Open d’Australie et des Internationaux de France chez les juniors en double avec Carson Branstine,. Le 17 mars 2019, elle gagne son premier tournoi majeur de la WTA, à Indian Wells, puis remporte son premier titre en Grand Chelem à l'US Open en battant Serena Williams la même année. Elle devient alors la première Canadienne à remporter un tel titre et la première joueuse de l’ère Open à remporter l’US Open à sa première participation. Elle culmine au 4e rang en octobre 2019.

## Biographie

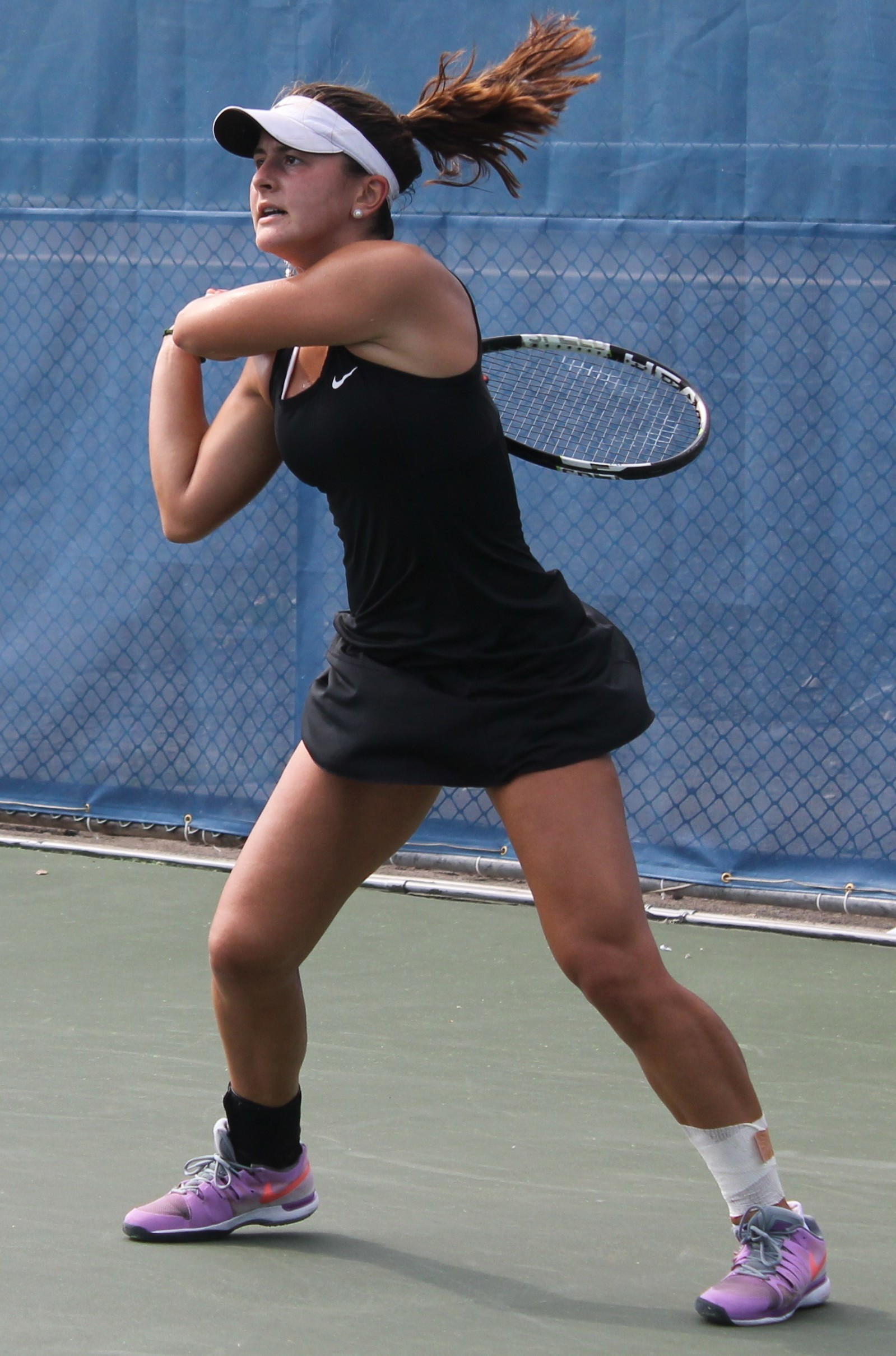
Andreescu en 2015.

Née en Ontario de parents roumains, Bianca commence le tennis à l’âge de sept ans en Roumanie. De retour au Canada, elle s’entraîne à l’Ontario Racquet Club de Mississauga puis auprès de Tennis Canada à Toronto.
En 2014, Bianca Andreescu remporte le tournoi des Petits As et à l’Orange Bowl en catégorie des moins de 16 ans. L’année suivante, elle s’impose au même tournoi dans celle des moins de 18 ans. Elle commence sa saison 2016 en tant que no 3 au classement ITF junior. Son meilleur résultat en Grand Chelem est une demi-finale à l’US Open en 2016 et à l’Open d’Australie en 2017. Elle s’offre également deux succès en double à Melbourne et Roland-Garros avec Carson Branstine.
Grand espoir du tennis canadien, elle remporte en juillet 2016 son premier tournoi professionnel à 16 ans à Gatineau après y avoir atteint la finale l’année précédente, puis fait ses débuts au sein de l’équipe du Canada de Fed Cup en février 2017. Début août, elle est quart de finaliste de l’Open de Washington où elle écarte la tête de série no 2 Kristina Mladenovic. Peu après, elle atteint à Québec sa première finale sur le circuit WTA en double, avec sa compatriote Carson Branstine. Ces belles performances lui ont permis d’être élue Joueuse de l’année par Tennis Canada.

## Carrière

### 2019. Victoire en Grand Chelem à l'US Open, Indian Wells et Toronto et numéro quatre mondiale
Pour son premier tournoi de l’année, Bianca Andreescu atteint à 18 ans sa première finale en simple sur le circuit WTA à Auckland en éliminant notamment Caroline Wozniacki (no 3 mondiale) au second tour (6-4, 6-4) et Venus Williams au tour suivant (6-71, 6-1, 6-3). Elle confirme en demi-finale contre la joueuse de Taiwan au style imprévisible, Hsieh Su-wei en deux sets (6-3, 6-3) mais s’incline contre la tenante du titre, l’Allemande Julia Görges, malgré le gain de la première manche (2-6, 7-5, 6-1).
Pour son premier majeur, après avoir passé les qualifications de l’Open d’Australie, elle parvient à franchir le premier tour en battant la 122e mondiale, la jeune invitée américaine Whitney Osuigwe, 17 ans, dans un match compliqué (7-61, 6-71, 6-3). Au second tour elle accroche la Lettone Anastasija Sevastova, tête de série no 13, mais cède en trois sets (3-6, 6-3, 2-6). Le 21 janvier, elle s’aligne au tournoi de Newport Beach, un WTA 125. Tête de série no 6, elle est exemptée de premier tour. Au second, elle se défait facilement de la qualifiée américaine Katie Volynets (6-2, 7-67) puis corrige la Tchèque Marie Bouzková (6-1, 6-2). En quarts de finale, elle écrase sa compatriote Eugenie Bouchard (6-2, 6-0) puis parvient à se défaire de l’Allemande Tatjana Maria en trois sets (5-7, 7-5, 7-63). En finale, elle bat l’Américaine Jessica Pegula et remporte son premier tournoi dans cette catégorie (0-6, 6-4, 6-2).
Le 25 février, elle commence le tournoi d’Acapulco : au premier tour elle se défait facilement de la Suissesse invitée Jil Teichmann (6-1, 6-3), puis s’offre la tête de série no 4, la Roumaine Mihaela Buzărnescu (6-2, 7-5). Son appétit de tête de série ne s’arrête pas puisqu’elle bat ensuite la Chinoise Zheng Saisai (7-63, 6-1) avant d’être stoppée en demi-finale par l’Américaine Sofia Kenin (4-6, 6-3, 5-7).
En mars, au Premier Mandatory d’Indian Wells, elle remporte son premier titre majeur après un parcours impressionnant. Bénéficiant d’une invitation, elle bat au premier tour la Roumaine Irina-Camelia Begu en trois sets (6-73, 6-3, 6-3) puis confirme en s’offrant sa première tête de série, la Slovaque Dominika Cibulková en deux sets secs (6-2, 6-2) et corrige dans la foulée la Suissesse Stefanie Vögele (6-1, 6-2). En huitièmes de finale elle domine la tête de série no 18, la Chinoise Wang Qiang (7-5, 6-2) puis l’Espagnole Garbiñe Muguruza, tête de série no 20, en moins d’une heure (6-0, 6-1). La demi-finale qui l’oppose à l’Ukrainienne Elina Svitolina est très accrochée mais elle parvient à dominer ses émotions et triomphe en trois sets (6-3, 2-6, 6-4). Première invitée à atteindre la finale à Indian Wells, elle bat l’Allemande Angelique Kerber en trois sets (6-4, 3-6, 6-4). Elle atteint son meilleur classement WTA à l’issue du tournoi : 24e. À 18 ans, elle devient la plus jeune joueuse à gagner un tournoi de la catégorie Premier Mandatory et la plus jeune à s’imposer à Indian Wells depuis Serena Williams en 1999. Après quelques jours de repos elle dispute le 21 mars son premier tour au Miami Open, second Premier Mandatory de l’année, contre la Roumaine Irina-Camelia Begu. Elle s’en sort de justesse après avoir été menée 1-5 au second set (4-6, 7-62, 6-2). Au second tour elle se défait plus facilement de Sofia Kenin en deux sets (6-3, 6-3) pour aller défier au troisième tour Angelique Kerber dans un match au goût de revanche que l’Allemande n’obtient pas, battue en trois sets (6-4, 4-6, 6-1). En huitièmes de finale, Bianca Andreescu, menée (1-6, 0-2), blessée à l’épaule droite, se voit contrainte à l’abandon face à l’Estonienne Anett Kontaveit. Dans la foulée, elle déclare forfait pour le premier tournoi sur terre battue prévu à Charleston. Elle n’ira pas au Premier Mandatory de Madrid non plus, sa déchirure à l’épaule s’avère compliquée à soigner. Le retour espéré pour le Premier 5 de Rome ne se fera pas : elle axe sa récupération et son entraînement pour Roland-Garros, enfermée à la Nadal Academy.
Pour la deuxième levée du Grand Chelem, tête de série no 22, elle ouvre son tournoi de Roland-Garros, en battant au premier tour la qualifiée tchèque Marie Bouzková (5-7, 6-4, 6-4). Au second tour elle doit renoncer à son match face à Sofia Kenin, sa blessure à l’épaule contractée à Miami s’étant réveillée. Elle renonce ensuite à la saison sur gazon, tout comme au tournoi de Washington qui devait lancer sa campagne américaine en vue de l’US Open. Finalement, elle fait son grand retour le 7 août à la Coupe Rogers, un Premier 5 qui se tient cette année à Toronto : elle y bat au premier tour sa compatriote Eugénie Bouchard (4-6, 6-1, 6-4) puis la Russe Daria Kasatkina (5-7, 6-2, 7-5). En huitième de finale, premier test avec la Néerlandaise et tête de série no 5 Kiki Bertens, qu’elle bat en trois sets (6-1, 6-77, 6-4) pour aller défier Karolína Plíšková qu’elle vainc également en trois sets (6-0, 2-6, 6-4). En demi-finale, elle bat plus rapidement l’Américaine Sofia Kenin (6-4, 7-66) et se voit une nouvelle fois en finale d’un Premier. Elle gagne presque sans combattre face à Serena Williams qui abandonne à 3-1.
Au classement WTA du 26 août, elle est 15e.
Pour son premier US Open, elle est tête de série no 15. Elle bat facilement au premier tour l’Américaine K. Volynets (6-2, 6-4) puis la Belge Kirsten Flipkens (6-3, 7-5) et Caroline Wozniacki (6-4, 6-4) au troisième tour. En huitième de finale, elle bat l’Américaine Taylor Townsend, 116e mondiale, qui était passée par les qualifications (6-1, 4-6, 6-2). Pour son premier quart de finale dans un majeur, elle parvient à battre Elise Mertens (3-6, 6-2, 6-3). Puis elle écarte Belinda Bencic en demi-finale (7-63, 7-5) après avoir été menée 2-5 dans la deuxième manche au terme d’un match de 2 h 13. Pour sa première finale en Grand Chelem, elle affronte Serena Williams. À l’issue de ce match, Andreescu remporte son premier titre du Grand Chelem à seulement 19 ans (première joueuse canadienne à réaliser un tel exploit) en dominant l’Américaine en deux sets (6-3, 7-5) et prend la 5e place mondiale au classement WTA du 9 septembre, gagnant 10 places grâce au gain des 2 000 points attribués au vainqueur.
Après deux semaines de repos et une d’entraînement à Montréal, elle est attendue au tournoi Premier Mandatory de Pékin : le 30 septembre, en tant que tête de série no 5, elle y bat au premier tour la Biélorusse Aliaksandra Sasnovich (6-2, 2-6, 6-1). Au second, elle dépose Elise Mertens (6-3, 7-65) après avoir été menée 0-3 dans le second set. En huitièmes de finale, elle bat facilement l’Américaine Jennifer Brady issue des qualifications, (6-1, 6-3) mais cède en quarts contre Naomi Osaka en trois sets (7-5, 3-6, 4-6) après avoir mené 3-1 dans la deuxième et la troisième manche, mettant ainsi fin à une série de 17 victoires consécutives.
Qualifiée pour son premier Masters qui se déroule du 27 octobre au 3 novembre à Shenzhen, en Chine, elle est inscrite dans le groupe violet avec Karolína Plíšková, Simona Halep et la tenante du titre, Elina Svitolina. Pour son premier match, le 28 octobre, elle est battue par Halep (6-3, 6-76, 3-6). Pour son second match de poule, elle abandonne après un set perdu 3-6 face à Plíšková, blessée au genou gauche dès le troisième jeu.

### 2020 - 2021. Finale à Miami, mais pépins physiques et sortie du Top 10
En raison d'une blessure au genou, elle manque les premiers mois de compétition de l'année 2020 puis ne rejoue pas de l'année en raison de la pandémie de Covid-19.
Elle reprend la compétition lors de l'Open d’Australie 2021, y bat la Roumaine Mihaela Buzărnescu (6-2, 4-6, 6-3) mais s'incline au second tour contre la Taïwanaise Hsieh Su-wei (3-6, 2-6). Elle enchaine ensuite plusieurs bons résultats à Melbourne en disposant de Madison Brengle (7-6, 4-6, 6-3), de la Kazakh Zarina Diyas (6-1 ab.) et de la Roumaine Irina-Camelia Begu (6-3, 4-6, 7-6). Elle est renversée en demi-finale par la Tchèque Marie Bouzková (7-6, 2-6, 5-7).
Début avril, elle s'impose à Miami contre une autre Tchèque Tereza Martincová (7-6, 6-2), bat l'Américaine Amanda Anisimova (7-6, 6-7, 6-4), élimine deux Espagnoles, l'ancienne numéro une Garbiñe Muguruza (3-6, 6-3, 6-2) et Sara Sorribes Tormo (6-4, 3-6, 6-3). Elle s'impose en demi-finale face à la Grecque María Sákkari (7-6, 3-6, 7-6) ce qui lui permet de jouer sa première finale depuis l'US Open. Opposée à la numéro une mondiale Ashleigh Barty, elle est contrainte à l'abandon (3-6, 0-4 ab.). Elle reprend le circuit un mois plus tard et gagne deux matchs à Strasbourg fin mai contre deux qualifiées hors du Top 200 : Andrea Lazaro Garcia (6-1, 6-2) et Maryna Zanevska (6-1, 6-4). Elle est néanmoins contrainte à un forfait en quarts de finale contre la Roumaine Sorana Cîrstea.
Les mois suivants sont nettement plus compliqués : elle échoue au premier tour de Roland-Garros (contre la future demi-finaliste surprise Tamara Zidanšek au bout d'un match très serré), Berlin, Wimbledon (éliminée à chaque fois par la Française Alizé Cornet) et Cincinnati et en huitièmes de finale à Eastbourne et Montréal. Elle aligne deux victoires consécutives pour la première fois depuis près de quatre mois à l'US Open où elle parvient en 1/8e de finale; battue par la Grècque María Sákkari (7-6, 6-7, 3-6). Elle avait éliminé auparavant Viktorija Golubic (7-5, 4-6, 7-5), la locale Lauren Davis (6-4, 6-4) et le Belge Greet Minnen (6-1, 6-2). Elle sort du Top 10 à la suite de ce résultat. Elle termina l'année par une défaite au premier tour de Chicago et au deuxième tour d'Indian Wells. Elle finit la saison au 46e rang mondial.

### 2022. Une finale WTA et quart de finale à Rome
Elle ne commence l'année qu'en avril, où retombée à la 121e place mondiale, elle dispute le tournoi de Stuttgart et remporte une victoire encourageante contre l'invitée locale Jule Niemeier (7-6, 6-3) avant de remporter un set contre la numéro quatre mondiale Aryna Sabalenka (1-6, 6-3, 2-6). Les semaines suivantes sur ocre sont encourageantes également avec deux victoires à Madrid pour sa première participation sur Alison Riske (6-4, 3-6, 6-0) et la huitième mondiale Danielle Collins (6-1, 6-1), expédiée en ne laissant que deux jeux. Il s'agit de sa première victoire sur une membre du Top 10 depuis trois ans et la première sur terre. Elle s'incline en huitièmes contre une troisième Américaine, Jessica Pegula (5-7, 1-6), quatorzième. Elle effectue son retour dans le Top 100 à l'issue de ce tournoi. Elle fait encore mieux à Rome où pour sa première participation là aussi, elle profite de l'abandon d'Emma Raducanu (vainqueur à l'US Open en fin de saison dernière) et dispose de Nuria Párrizas Díaz (6-3, 7-6) et Petra Martić (6-4, 6-4) pour rejoindre les quarts de finale du tournoi romain. Elle s'incline alors logiquement contre la jaune championne et numéro une Iga Świątek (6-7, 0-6).
Elle part à Paris pour boucler la tournée sur terre par le tournoi de Roland Garros où elle remporte un match contre la qualifiée Ysaline Bonaventure (3-6, 7-5, 6-0) mais s'incline au second tour contre la Suissesse Belinda Bencic, 14e (2-6, 4-6). Elle s'envole pour Berlin mi-juin et gagne un match contre la spécialiste de double Tchèque Kateřina Siniaková (6-4, 4-6, 6-4) avant de tomber contre une autre Tchèque, la septième au classement WTA Karolína Plíšková (4-6, 6-2, 6-7).
Juste avant Wimbledon, elle atteint la finale du tournoi de Bad Homburg en battant sur sa route Martina Trevisan, demi-finaliste à Roland Garros quelques semaines plus tôt (6-3, 6-1), Katie Swan, invitée au tournoi (6-4, 6-4), Daria Kasatkina, tête de série numéro une et elle aussi demi-finaliste à Roland Garros (6-4, 6-1) et profite du forfait de Simona Halep en demi-finales. Elle perd sa première finale sur gazon contre la Française Caroline Garcia en trois sets serrés (7-6, 4-6, 4-6). Elle gagne logiquement son premier match à Wimbledon, quelques jours plus tard contre Emina Bektas (6-1, 6-3) mais perd au match suivant contre la future vainqueur surprise, Elena Rybakina (4-6, 6-7).
Après une défaite d'entrée à San Jose contre la locale Shelby Rogers (4-6, 2-6), elle prend la direction de son pays natal, à Toronto, où elle obtient une nouvelle victoire contre une Top 10, la 9e Daria Kasatkina (7-6, 6-4). Elle s'impose également contre la Française Alizé Cornet (6-3, 4-6, 6-3) avant de perdre au même stade que l'année dernière contre la Chinoise Zheng Qinwen (5-7, 7-5, 2-6), qui sera nommée révélation de l'année. Grâce à ces résultats, elle parvient de nouveau dans le Top 50.
A l'US Open, elle élimine la Française Harmony Tan (6-0, 3-6, 6-1) et la quinzième joueuse mondiale Beatriz Haddad Maia (6-2, 6-4) avant de tomber contre Caroline Garcia (3-6, 2-6), demi-finaliste du tournoi. Elle termine l'année par des défaites honorables à San Diego au deuxième tour contre la jeune Coco Gauff (4-6, 6-4, 3-6) avant de perdre de nouveau contre une autre Américaine, Jessica Pegula (4-6, 4-6), cinquième mondiale en huitièmes de finale de Guadalajara pour sa première participation.

### 2023. Demi-finale à Hua Hin et sortie du Top 50
Hormis une demi-finale à Hua Hin, où elle sort Harriet Dart (6-3, 6-4), Anastasia Zakharova (6-2, 7-5) et l'Ukrainienne Marta Kostyuk (6-0, 7-6) avant d'abandonner contre une autre Ukrainienne, Lesia Tsurenko, les résultats de Bianca en début d'année sont mitigés. Elle accède aux deuxième tours d’Adélaïde en renversant Garbiñe Muguruza (0-6, 7-6, 6-1) avant de perdre contre Veronika Kudermetova (4-6, 0-6), neuvième joueuse mondiale et à l'Open d'Australie où elle se défait de Marie Bouzková (6-2, 6-4) avant de passer proche de la victoire contre Cristina Bucșa, qualifiée espagnole qui gagne son premier deuxième tour en Grand Chelem. Elle est défaite en février au premier tour par deux Kazakhs, Yulia Putintseva (6-7, 2-6), à Abu Dhabi et contre la dixième mondiale Elena Rybakina pour sa première participation au tournoi de Doha (3-6, 4-6). Elle remporte un match à Indian Wells contre l'Américaine Peyton Stearns (4-6, 6-4, 6-3) mais s'incline logiquement contre la numéro une mondiale Iga Świątek (3-6, 6-7) au tour suivant.
À Miami, elle atteint les huitièmes de finale en battant Emma Raducanu (6-3, 3-6, 6-2) et la tête de série n°7 Maria Sakkari pour sa seule victoire top 10 de la saison (5-7, 6-3, 6-4). Elle se blesse ensuite à la cheville face à Ekaterina Alexandrova et est évacuée du terrain en fauteuil roulant.
Elle reprend la compétition un mois plus tard à Madrid mais ne parvient pas à gagner son premier match contre Wang Xiyu, passant proche de la victoire (6-3, 6-7, 2-6) ainsi qu'à Rome, où elle ne gagne qu'un jeu contre Markéta Vondroušová (0-6, 1-6).

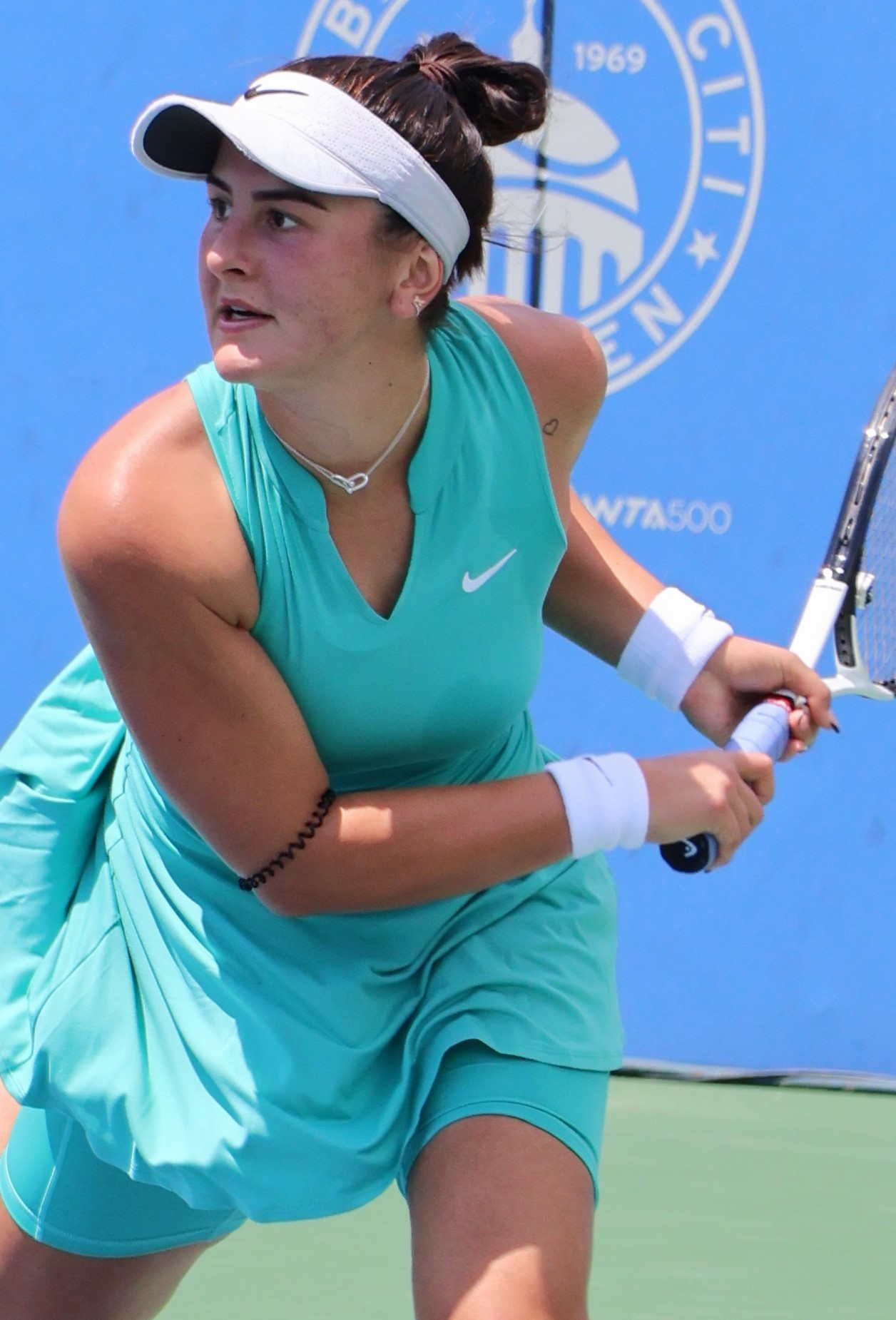
Bianca Andreescu à Washington

Elle remporte néanmoins une belle victoire au premier tour de Roland Garros contre la Biélorusse Victoria Azarenka, demi-finaliste en début d'année à l'Open d'Australie (2-6, 6-3, 6-4) et une seconde contre l'Américaine Emma Navarro (6-1, 6-4), invitée au tournoi. C'est la première fois de sa carrière qu'elle accède au troisième tour du Grand Chelem parisien, s'inclinant à ce stade sèchement contre Lesia Tsurenko (1-6, 1-6).
Elle part ensuite préparer le tournoi de Wimbledon sur gazon et ne gagne que deux matchs à S'Hertogenbosh et Bad Homburg où elle atteint le deuxième tour et perdant dès le premier tour à Berlin contre Markéta Vondroušová (6-7, 5-7), future vainqueur de Wimbledon quelques semaines plus tard.
Elle participe au Grand Chelem londonien et y gagne, comme à Roland Garros, deux matchs consécutifs pour la première fois de sa carrière contre Anna Bondár (6-3, 3-6, 6-2) et Anhelina Kalinina (6-2, 4-6, 7-6), ne s'inclinant qu'au troisième tour contre la Tunisienne Ons Jabeur (6-3, 3-6, 4-6), finaliste l'année passée, et future finaliste de nouveau une semaine plus tard.
Elle s'envole début août pour la tournée américaine où elle sort à Washington dès le premier tour contre Marta Kostyuk, qui prend sa revanche de Hua Hin (6-2, 3-6, 6-7) et d'entrée à Montréal contre la qualifiée Camila Giorgi (3-6, 2-6). Elle met un terme alors à saison à cause d'une blessure au dos.

### 2024. Retour et finale à s'Hertogenbosh
L'année 2024 commence par un forfait à l'Open d'Australie. Elle ne revient sur les cours qu'à l'occasion de Roland Garros où elle bénéficie d'un classement protégé après sa longue période convalescence à cause d'une blessure au dos. Elle ne démérite pas lors du tournoi parisien, égalant son meilleur résultat en sortant l'Espagnole Sara Sorribes Tormo (7-5, 6-1) et renversant la Russe Anna Kalinskaya (1-6, 7-5, 6-3) qui vient de remporter son premier match Porte d'Auteuil au second tour. Elle n'est écartée que par Jasmine Paolini, en arrachant une manche (1-6, 6-3, 0-6), l'Italienne qui sera autrice quelques jours plus tard de sa première finale en Majeur.

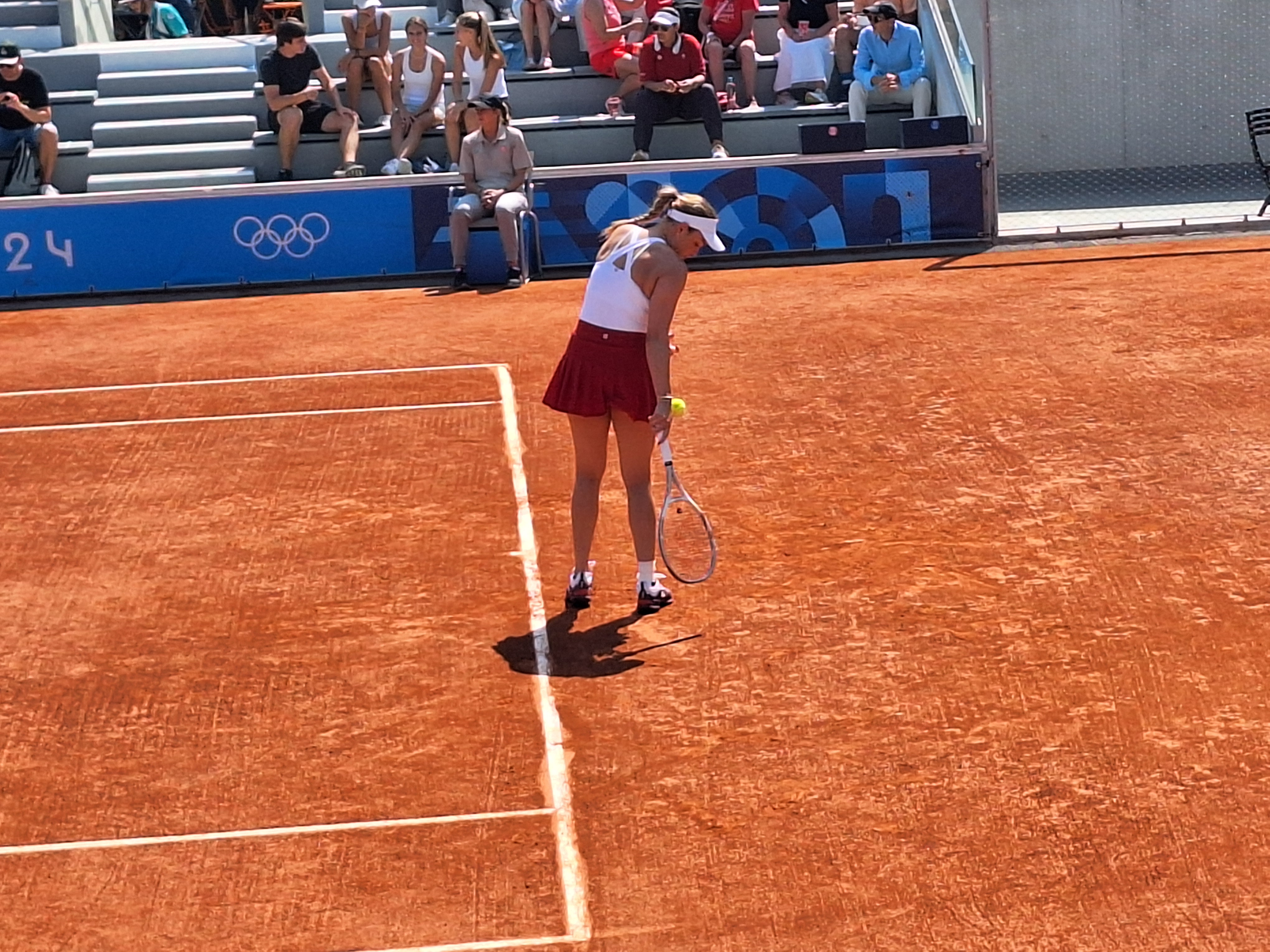
Donna Vekic aux Jeux Olympiques de Paris 2024

Elle rallie sa première finale depuis deux ans à Bois-Le-Duc, sa seconde sur gazon en étant invitée au tournoi. Elle renverse la modeste locale Eva Vedder (4-6, 6-3, 6-2) et sort la Chinoise Yuan Yue (6-4, 6-4) avant de rencontrer une autre invitée de prestige, la Japonaise Naomi Osaka ancienne numéro une, elle aussi hors du Top 100, qu'elle bat très difficilement (6-4, 3-6, 7-6). Elle profite d'un tableau ouvert pour se hisser en demi-finale aux dépens de la Hongroise qualifiée Dalma Gálfi (6-4, 6-2) et joue mi-juin la finale contre la Russe Liudmila Samsonova. Au terme d'un gros match, au cours duquel elle a servi pour le gain de la rencontre, elle est contrainte à la défaite (6-4, 3-6, 5-7). Elle continue sa tournée sur gazon, et malgré une défaite précoce à Bad Hombourg contre Anna Blinkova (4-6, 2-6), elle égale encore une fois son meilleur résultat à Wimbledon, sortant la Roumaine Jaqueline Cristian (6-4, 6-2) et la jeune Tchèque Linda Nosková qui vient de remporter son premier match au Temple. De nouveau, Jasmine Paolini, désormais septième mondiale, l'écarte de sa route (6-7, 1-6) et disputera quelques jours plus tard une deuxième finale de Grand Chelem.
Représentant son pays au Jeux Olympiques de Paris, épreuve qu'elle dispute pour la première fois de sa carrière, elle bat la Danoise Clara Tauson (6-2, 6-3) mais s'incline face à Donna Vekić, demi-finaliste récente à Wimbledon (3-6, 4-6) et qui décrochera une médaille d'argent dans la ville lumière. Les semaines suivantes sont difficiles avec quatre défaites en autant de match à Toronto, renversée par Lesia Tsurenko (6-0, 3-6, 4-6) qui dispute le tournoi pour la première fois depuis six ans, à Cincinnati l'Arménienne repêchée Elina Avanesyan (4-6, 5-7) qui effectue son meilleur résultat en WTA 1000 jusqu'alors, à l'US Open, sortie pour son troisième Grand Chelem consécutif par Jasmine Paolini malgré le gain de la première manche (7-5, 2-6, 4-6) et écrasée à Osaka par la Belge Greet Minnen (3-6, 0-6).
Elle remporte ses deux derniers matchs de la saison à Tokyo, contre la modeste 410e Mei Yamaguchi (7-5, 6-3) et profite de l'abandon de la dixième mondiale Beatriz Haddad Maia (3-0 ab.) avant de ne remporter que trois petits jeux contre Katie Boulter (2-6, 1-6).

### 2025. Hopman Cup
En juillet 2025, associée à son compatriote Félix Auger-Aliassime, elle remporte la Hopman Cup en remportant notamment ses 3 matchs en simple et les 3 matchs en double mixte.

## Palmarès

### Titres en simple dames
| No | Date       | Nom et lieu du tournoi         | Catégorie | Dotation     | Surface    | Finaliste        | Score         |          |
| -- | ---------- | ------------------------------ | --------- | ------------ | ---------- | ---------------- | ------------- | -------- |
| 1  | 06-03-2019 | BNP Paribas Open, Indian Wells | PREMIER*  | 8 359 455 $  | Dur (ext.) | Angelique Kerber | 6-4, 3-6, 6-4 | Parcours |
| 2  | 05-08-2019 | Rogers Cup, Toronto            | Premier 5 | 2 529 250 $  | Dur (ext.) | Serena Williams  | 3-1 ab.       | Parcours |
| 3  | 08-09-2019 | US Open, Flushing Meadows      | G. Chelem | 98 912 000 $ | Dur (ext.) | Serena Williams  | 6-3, 7-5      | Parcours |

### Finales en simple dames
| No | Date       | Nom et lieu du tournoi                           | Catégorie | Dotation    | Surface      | Vainqueure         | Score          |          |
| -- | ---------- | ------------------------------------------------ | --------- | ----------- | ------------ | ------------------ | -------------- | -------- |
| 1  | 31-12-2018 | ASB Classic, Auckland                            | Intern'l  | 250 000 $   | Dur (ext.)   | Julia Görges       | 2-6, 7-5, 6-1  | Parcours |
| 2  | 23-03-2021 | Miami Open, Miami                                | WTA 1000  | 3 260 190 $ | Dur (ext.)   | Ashleigh Barty     | 6-3, 4-0 ab.   | Parcours |
| 3  | 19-06-2022 | Bad Homburg Open by Engel & Völkers, Bad Homburg | WTA 250   | 251 750 $   | Gazon (ext.) | Caroline Garcia    | 65-7, 6-4, 6-4 | Parcours |
| 4  | 10-06-2024 | Libema Open, Bois-le-Duc                         | WTA 250   | 267 082 $   | Gazon (ext.) | Liudmila Samsonova | 4-6, 6-3, 7-5  | Parcours |

### Titre en double dames
Aucun

### Finale en double dames
| No | Date       | Nom et lieu du tournoi        | Catégorie | Dotation  | Surface         | Vainqueures                   | Partenaire       | Score    |          |
| -- | ---------- | ----------------------------- | --------- | --------- | --------------- | ----------------------------- | ---------------- | -------- | -------- |
| 1  | 11-09-2017 | Coupe Banque Nationale Québec | Intern'l  | 250 000 $ | Moquette (int.) | Tímea Babos Andrea Hlaváčková | Carson Branstine | 6-3, 6-1 | Parcours |

### Titre en simple en WTA 125
| No | Date       | Nom et lieu du tournoi                  | Catégorie | Dotation  | Surface    | Finaliste      | Score         |          |
| -- | ---------- | --------------------------------------- | --------- | --------- | ---------- | -------------- | ------------- | -------- |
| 1  | 21-01-2019 | Oracle Challenger Series, Newport Beach | WTA 125   | 150 000 $ | Dur (ext.) | Jessica Pegula | 0-6, 6-4, 6-2 | Parcours |

### Titre en double en WTA 125
| No | Date       | Nom et lieu du tournoi     | Catégorie | Dotation  | Surface      | Partenaire      | Finalistes                | Score    |          |
| -- | ---------- | -------------------------- | --------- | --------- | ------------ | --------------- | ------------------------- | -------- | -------- |
| 1  | 28-04-2025 | Catalonia Open WTA 125 Vic | WTA 125   | 115 000 $ | Terre (ext.) | Aldila Sutjiadi | Leylah Fernandez Lulu Sun | 6-2, 6-4 | Parcours |

### Titre en double mixte
| No | Date       | Nom et lieu du tournoi | Catégorie | Dotation | Surface    | Partenaire            | Finalistes                     | Score        |          |
| -- | ---------- | ---------------------- | --------- | -------- | ---------- | --------------------- | ------------------------------ | ------------ | -------- |
| 1  | 16-07-2025 | Hopman Cup XXXIII Bari | ITF       | NC       | Dur (ext.) | Félix Auger-Aliassime | Lucia Bronzetti Flavio Cobolli | 2 matchs à 1 | Parcours |

### Finale en double mixte
| No | Date       | Nom et lieu du tournoi | Catégorie | Dotation     | Surface      | Vainqueures        | Partenaire    | Score            |          |
| -- | ---------- | ---------------------- | --------- | ------------ | ------------ | ------------------ | ------------- | ---------------- | -------- |
| 1  | 28-05-2023 | Roland Garros Paris    | G. Chelem | 49 600 000 € | Terre (ext.) | Miyu Kato Tim Pütz | Michael Venus | 4-6, 6-4, [10-6] | Parcours |

## Parcours en Grand Chelem

### Victoire (1)
| Année | Tournoi | Adversaire en finale | Score    |
| 2019  | US Open | Serena Williams      | 6-3, 7-5 |

### En simple dames
| Année | Open d'Australie | Open d'Australie     | Internationaux de France | Internationaux de France | Wimbledon       | Wimbledon        | US Open         | US Open         |
| ----- | ---------------- | -------------------- | ------------------------ | ------------------------ | --------------- | ---------------- | --------------- | --------------- |
| 2017  | —                | —                    | —                        | —                        | 1er tour (1/64) | Kristína Kučová  | —               | —               |
|       |                  |                      |                          |                          |                 |                  |                 |                 |
| 2019  | 2e tour (1/32)   | Anastasija Sevastova | 2e tour (1/32)           | Forfait                  | —               | —                | Victoire        | Serena Williams |
|       |                  |                      |                          |                          |                 |                  |                 |                 |
| 2021  | 2e tour (1/32)   | Hsieh Su-wei         | 1er tour (1/64)          | Tamara Zidanšek          | 1er tour (1/64) | Alizé Cornet     | 1/8 de finale   | María Sákkari   |
| 2022  | —                | —                    | 2e tour (1/32)           | Belinda Bencic           | 2e tour (1/32)  | Elena Rybakina   | 3e tour (1/16)  | Caroline Garcia |
| 2023  | 2e tour (1/32)   | Cristina Bucșa       | 3e tour (1/16)           | Lesia Tsurenko           | 3e tour (1/16)  | Ons Jabeur       | —               | —               |
| 2024  | —                | —                    | 3e tour (1/16)           | Jasmine Paolini          | 3e tour (1/16)  | Jasmine Paolini  | 1er tour (1/64) | Jasmine Paolini |
| 2025  | —                | —                    | Q2                       | Nao Hibino               | Q2              | Carson Branstine |                 |                 |

N.B. : à droite du résultat se trouve le nom de l'ultime adversaire.

### En double dames
| Année | Open d'Australie | Open d'Australie | Internationaux de France | Internationaux de France | Wimbledon | Wimbledon | US Open                                                                            | US Open |
| ----- | ---------------- | ---------------- | ------------------------ | ------------------------ | --------- | --------- | ---------------------------------------------------------------------------------- | ------- |
| 2019  | —                | —                | —                        | —                        | —         | —         | 1er tour (1/32) S. Fichman \|\| style="text-align:left;" \| W. Osuigwe T. Townsend |         |

N.B. : le nom de la partenaire se trouve sous le résultat ; les noms des ultimes adversaires se trouvent à droite.

## Parcours en «Premier» et WTA 1000
Les tournois WTA « Premier Mandatory » et « Premier 5 » (entre 2009 et 2020) et WTA 1000 (à partir de 2021) constituent les catégories d'épreuves les plus prestigieuses, après les quatre levées du Grand Chelem. 

De 2009 à 2023, les tournois Premier Mandatory (dits tournois WTA 1000 obligatoires entre 2021 et 2023) regroupent Indian Wells, Miami, Madrid et Pékin, les autres constituant les tournois Premier 5 (tournois WTA 1000 non-obligatoires). À partir de 2024, le nombre de tournois WTA 1000 passe à 10 par saison (fin de l’alternance Doha / Dubaï), ces derniers devenant tous obligatoires et offrant tous 1000 points à la vainqueure (contre 900 points précédemment pour les tournois Premier 5).

### En simple dames
| Année |       |                |                             |                             |                              |                            |                               |                             |                              |                        |  |                         |
| Doha  | Dubaï | Indian Wells   | Miami                       | Madrid                      | Rome                         | Canada                     | Cincinnati                    | Pékin                       |                              | Wuhan                  |  |                         |
| Doha  | Dubaï | Indian Wells   | Miami                       | Madrid                      | Rome                         | Canada                     | Cincinnati                    | Pékin                       | Guadalajara                  |                        |  |                         |
| Doha  | Dubaï | Indian Wells   | Miami                       | Madrid                      | Rome                         | Canada                     | Cincinnati                    | Pékin                       |                              |                        |  |                         |
| 2017  |       | Hors catégorie |                             |                             |                              |                            |                               | 1er tour (1/64) T. Babos    |                              |                        |  |                         |
|       |       |                |                             |                             |                              |                            |                               |                             |                              |                        |  |                         |
| 2019  |       | Hors catégorie |                             | Victoire A. Kerber          | 4e tour (1/8) A. Kontaveit   |                            |                               | Victoire S. Williams        |                              | 1/4 de finale N. Osaka |  |                         |
|       |       |                |                             |                             |                              |                            |                               |                             |                              |                        |  |                         |
| 2021  |       | Hors catégorie |                             | 3e tour (1/16) A. Kontaveit | Finale A. Barty              |                            |                               | 3e tour (1/8) O. Jabeur     | 2e tour (1/16) K. Muchová    | Annulé                 |  | Annulé                  |
| 2022  |       |                | Hors catégorie              |                             |                              | 3e tour (1/8) J. Pegula    | 1/4 de finale I. Świątek      | 3e tour (1/8) Zheng Q.      |                              | Hors calendrier        |  | 3e tour (1/8) J. Pegula |
| 2023  |       | Hors catégorie | 1er tour (1/32) E. Rybakina | 3e tour (1/16) I. Świątek   | 4e tour (1/8) E. Alexandrova | 2e tour (1/32) Wang X.     | 2e tour (1/32) M. Vondroušová | 1er tour (1/32) C. Giorgi   |                              |                        |  |                         |
| 2024  |       |                |                             |                             |                              |                            |                               | 1er tour (1/32) L. Tsurenko | 1er tour (1/32) E. Avanesyan |                        |  |                         |
| 2025  |       |                |                             |                             |                              | 2e tour (1/32) E. Rybakina | 4e tour (1/8) Zheng Q.        | 2e tour (1/32) Forfait      |                              |                        |  |                         |

Sous le résultat, l’ultime adversaire.
1. 1 2   Les tournois de Doha et Dubaï alternent le statut de tournoi WTA 1000 (ex Premier 5) entre 2009 et 2023 : les trois premières éditions ont lieu à Dubaï, les trois suivantes à Doha, puis Dubaï accueille le tournoi de cette catégorie les années impaires et Dubaï les années paires. De 2011 à 2023, la ville qui n’accueille pas de WTA 1000 organise à la place un tournoi WTA 500 (ex Premier).
2. 1 2 3 4 5 6 7   L’ordre de déroulement des tournois a évolué depuis 2009 : Rome se dispute avant Madrid et Cincinnati avant Montréal/Toronto jusqu’en 2010, tandis que Tokyo/Wuhan/Guadalajara ont lieu avant Pékin jusqu’en 2023.
3. 1 2  Du fait de la pandémie de Covid-19, les tournois d’Indian Wells, de Miami, de Madrid, du Canada, de Wuhan et de Pékin sont annulés en 2020. Ces deux derniers le sont également en 2021. Pour des raisons d’organisation, le tournoi de Cincinnati 2020 a exceptionnellement lieu à Flushing Meadows à New York.
4. ↑  Le 1er décembre 2021, le président de la WTA, Steve Simon, annonce que tous les tournois prévus en Chine et à Hong Kong sont suspendus à partir de 2022, en raison de préoccupations concernant la sécurité et le bien-être de la joueuse de tennis chinoise Peng Shuai après ses allégations de relations sexuelles non-consenties avec Zhang Gaoli, membre de haut rang du Parti communiste chinois. Le tournoi de Pékin revient en 2023. Le tournoi de Guadalajara remplace celui de Wuhan pendant deux ans, ce dernier réapparaissant en 2024.

## Parcours aux Jeux olympiques

### En simple dames
| # | Date       | Nom de l'olympiade         | Surface             | Résultat       | Ultime adversaire | Score    |          |
| - | ---------- | -------------------------- | ------------------- | -------------- | ----------------- | -------- | -------- |
| 1 | 27/07/2024 | Olympic Tennis Event Paris | Terre battue (ext.) | 2e tour (1/16) | Donna Vekić       | 6-3, 6-4 | Parcours |

## Parcours aux Masters

### En simple dames
| # | Date       | Nom de l’édition    | ($)        | Surface    | Résultat              | Ultime adversaire | Score          |          |
| - | ---------- | ------------------- | ---------- | ---------- | --------------------- | ----------------- | -------------- | -------- |
| 1 | 27/10/2019 | WTA Finals Shenzhen | 14 000 000 | Dur (int.) | Round Robin (défaite) | Simona Halep      | 3-6, 7-66, 6-3 | Parcours |
| 1 | 27/10/2019 | WTA Finals Shenzhen | 14 000 000 | Dur (int.) | Round Robin (défaite) | Karolína Plíšková | 6-3, ab.       | Parcours |

## Classements WTA en fin de saison
| Année          | 2016 | 2017 | 2018 | 2019 | 2020 | 2021 | 2022 | 2023 | 2024 |
| Rang en simple | 297  | 182  | 178  | 5    | 7    | 46   | 45   | 92   | 132  |
| Rang en double | 367  | 159  | 541  | 1201 | 1269 | –    | 380  | 1357 | –    |

Source : (en) Classements de Bianca Andreescu sur le site officiel de la Fédération internationale de tennis

## Records et statistiques

### Confrontations avec ses principales adversaires
Confrontations lors des différents tournois WTA avec ses principales adversaires (5 confrontations minimum et avoir été membre du top 10). Classement par pourcentage de victoires. Situation au 10 mai 2023 :
| Joueuse     | Meilleur classement | Confrontations | Victoires | Défaites | Pourcentage de victoires | Dernière confrontation           |
| ----------- | ------------------- | -------------- | --------- | -------- | ------------------------ | -------------------------------- |
| Sofia Kenin | 4                   | 5              | 4         | 1        | 80                       | victoire (6-4, 6-4) à Miami 2023 |

### Victoires sur le top 10
Toutes ses victoires sur des joueuses classées dans le top 10 de la WTA lors de la rencontre.
| Légende            |
| Grand Chelem       |
| Jeux olympiques    |
| Masters            |
| Premier / WTA 1000 |
| Elite Trophy       |
| WTA 500            |
| Intern'l / WTA 250 |
| Fed Cup            |

| #  |        |  | Tournoi      | Année | Surface      |                   | Adversaire          | Rang   | Tour          | Score          | Tableau |
| -- | ------ |  | ------------ | ----- | ------------ | ----------------- | ------------------- | ------ | ------------- | -------------- | ------- |
| 1  | no 152 |  | Auckland     | 2019  | Dur          |                   | Caroline Wozniacki  | no 3   | 1/8           | 6-4, 6-4       | Tableau |
| 2  | no 60  |  | Indian Wells | 2019  | Dur          |                   | Elina Svitolina     | no 6   | 1/2           | 6-3, 2-6, 6-4  | Tableau |
| 3  | no 60  |  | Indian Wells | 2019  | Dur          | Angelique Kerber  | no 8                | Finale | 6-4, 3-6, 6-4 |                | Tableau |
| 4  | no 24  |  | Miami        | 2019  | Dur          |                   | Angelique Kerber    | no 4   | 1/16          | 6-4, 4-6, 6-1  | Tableau |
| 5  | no 27  |  | Toronto      | 2019  | Dur          |                   | Kiki Bertens        | no 5   | 1/8           | 6-1, 67-7, 6-4 | Tableau |
| 6  | no 27  |  | Toronto      | 2019  | Dur          | Karolína Plíšková | no 3                | 1/4    | 6-0, 2-6, 6-4 |                | Tableau |
| 7  | no 27  |  | Toronto      | 2019  | Dur          | Serena Williams   | no 10               | Finale | 3-1 ab.       |                | Tableau |
| 8  | no 15  |  | US Open      | 2019  | Dur          |                   | Serena Williams     | no 8   | Finale        | 6-3, 7-5       | Tableau |
| 9  | no 111 |  | Madrid       | 2022  | Terre battue |                   | Danielle Collins    | no 8   | 1/16          | 6-1, 6-1       | Tableau |
| 10 | no 53  |  | Toronto      | 2022  | Dur          |                   | Daria Kasatkina     | no 9   | 1/32          | 7-65, 6-4      | Tableau |
| 11 | no 31  |  | Miami        | 2023  | Dur          |                   | María Sákkari       | no 10  | 1/32          | 5-7, 6-3, 6-4  | Tableau |
| 12 | no 159 |  | Tokyo        | 2024  | Dur          |                   | Beatriz Haddad Maia | no 10  | 1/8           | 3-0 ab.        | Tableau |